# Stolnica v Las Palmasu
Stolnica sv. Ane (Sveta stolnica-bazilika Kanarskih otokov ali stolnica Las Palmas de Gran Canaria) je rimskokatoliška cerkev v Las Palmas de Gran Canaria na Kanarskih otokih. Stolnica je sedež kanarske rimskokatoliške škofije.Stoji v soseski Vegueta, poleg trga Plaza Mayor sv. Ane.
Praznik posvetitve stolnice praznujejo vsakega 26. novembra. Struktura velja za najpomembnejši spomenik kanarske sakralne arhitekture.

## Zgodovina
Sedanja cerkev se je začela graditi leta 1500, pod škofovanjem p. Diego de Muros († 1524), dekana v Santiagu. Bil je tretji škof Las Palmasa. Arhitekt je bil Don Diego Montaude. Oblikovanje se pripisuje njemu, čeprav ga je nasledil Juan de Palacio. Stavba je bila dokončana in prve službe obhajane na predvečer božjega telesa leta 1570, v času štirinajstega škofa p. Juan de Alzolares. V 18. stoletju je prišlo do rekonstrukcije in prenove, potem ko se je škof, ki je nadzoroval velik presežek desetine, odločil začeti z delom, ki ga je nadziral dekan D. Geronimo Roos. Arhitekt obstoječe stolnice je bil Don Diego Nicolas Eduardo. Eduardovi načrti so bili predloženi Akademiji sv. Ferdinanda v Madridu, ki je obdržala originalne risbe in vrnila kopije za začetek samega dela.
Stolnica v Las Palmasu je bila edina na Kanarskih otokih do leta 1819, ko je bila ustanovljena rimskokatoliška škofija San Cristóbal de La Laguna s sedežem v stolnici La Laguna, s pristojnostjo na otokih province Santa Cruz de Tenerife.

## Arhitektura in oprema
Stolnica je bila zasnovana v gotskem slogu. Sedanja stavba je sestavljena iz petih ladij, psevdotranseptov z vzhodnimi ladjami in svetišča. Glavna in stranske ladje so sestavljene iz štirih travej zahodno od križa. Dve stranski ladji sta izvedeni v isti višini kot glavna ladja. Nadaljnji dve ladji sta nižji in se uporabljajo za kapele. Stena med obema stranskima ladjama nosi svetlobno nadstropje. Stebri so izdelani v imitaciji palm. Na krepko kvadratno bazo, površine 0,46 m², je postavljen osmerokotnik. Na njem je krog globoko rezanih okraskov, iz katerih se dvigajo tlorisno krožni stebri. Ti stebri so fino oblikovani; štirje krepki okrogli zvitki na kardinalnih straneh; med vsakim so trije žlebasti členi. Celoten učinek združuje korintsko in koničasto. Ti stebri so dvakrat prepleteni z zelo bogatim in učinkovitim oblikovanjem, ki združuje kabel, z vrsto krogličnih cvetov nad njim; spodaj globoko vrezan ševron, usmerjen navzdol. Stebri nimajo kapitelov; tečejo navzgor v vodoraven zarez, iz katerega izvirajo gladka obokana rebra, ki izvirajo iz stebrov kakor palmove veje iz debla. Med obema ladjama so čisti šilasti loki. Odzivi na krožne stebre, - to je odzivi na steni med ladjami, v katere pade obok primarnih ladij, - so polstebri; oboki stranskih ladij so olistani. Cerkev je ostala nedokončana v 16. stoletju.
Vzhodno od štirih travej je Eduardovo delo iz 18. stoletja; sestoji iz križa s transepti ali bolje rečeno psevdotransepti, ki se raztezajo vse do višine glavne ladje in prvih stranskih ladij, vendar ne segajo preko sekundarnih ladij. Povsod so loki komaj koničasti, čim bližje sestavljeni iz polkroga. Kvadrat križa je podoben staremu delu, le da so podstavki štirih podpornih lokov obogateni s perjem iz školjke, nad njimi pa je globoko vdrta vdolbina, obogatena z ornamenti. Nad loki se dviga drugi šilasti lok, ki podpira obokan ciborij, na zunanjosti povsem klasičen, znotraj pa šilast. Prostor med obema lokoma je predrt s tremi okni; med vsakim oknom je kip. Transepta imata ladje proti vzhodu, stebri vseh so popolnoma enake palme kot v starem delu. Kot se pogosto zgodi v Španiji, je na vzhodnem koncu prizidana množica zakristij in panteon, ki torej nima nobene konstruktivne arhitekturne značilnosti. Mere cerkve z zahodne strani so naslednje: - štiri odprtine, vsaka dolga 7,0 m; trije stebri, vsak 1,5 m v kvadratu; dva stebra za križ, vsak 1,5 m v kvadratu; križ, 9,1 m; križna ladja, 7,6 m; svetišče, 7,6 m; 60 m je skupna dolžina. Glavna ladja je široka 11 m, stranske pa merijo vsaka 8,2 m; 44 m je skupne širine.
Druga in tretja obočna pola z zahoda sta zapolnjeni, bolje rečeno obzidani, s klasičnim korom. Okna v ladjah so široka enosvetlobna in koničasta. Mnoga od njih pa so interno klasicizirani, saj so bile stranske ladje spremenjene. Več jih je obzidanih za kapele, v dveh zahodnih travejah severne ladje pa je obok ometan; in v eni od travej južne ladje so bili odrezani stari slopi in na stene zataknjeni korintski stebri. Ob skrajnih vzhodnih stebrih križa sta dva ambona.
Zunanjost je nameraval v celoti obleči Eduardo in jo zmanjšati na tako imenovano klasično enotnost z novimi deli, ki so, čeprav izostrena tako po občutku kot znotraj podrobnosti, na zunanjosti popolnoma klasična. Njegov cilj je bil združiti celotno stolnico z njenimi obsežnimi dodatki zakristij v popolno zasnovo. Dokončan je samo vzhodni del, v katerem ima zakristija nekoliko veličasten, čeprav lažen, apsidalen videz z zelo visokimi stebri in vdolbinami; severno in južno pročelje transeptov naj bi zakrili ogromni, lebdeči in globoki portali, zahodno pročelje pa naj bi bilo razrešeno v korintsko arkado z bočnimi zvoniki. Od teh slednjih je izvršen samo eden. Arkada je speljana do arhitrava; vendar drugo nadstropje ni bilo zgrajeno. To novo delo je bilo postavljeno nekaj metrov naprej, tako da je stara zahodna fronta delno vidna. Sestavljen je iz osrednjega zatrepa za ladjo, ki sta ga obdajala dva osmerokotna italijanska romanska kampanila. Primarne ladje so spet dvokapne; vendar je nemogoče reči, ali so bile sekundarne ladje dvokapne ali pa so se proti zahodu spet zaključile s stolpiči. Ne glede na to, kakšen je bil njihov zahodni zaključek, je zdaj vgrajen v sodobno delo. Romanski zvoniki so podobni tistim, najdenim v vasi Teror, v starem osmerokotnem italijanskem romanskem stolpu istega datuma. To natančno povzema bočne zvonike stolnice in je verjetno delo istega arhitekta. Enostavno se dviga iz tal in je sestavljen iz šestih enakih stopenj; letve so dobre in razdeljene, nadomestne ploskve zgornjega odra pa so preluknjane za zvonove z arkado, ki izgleda kot Pisan. Ima piramidast in zelo normanski zgornji del. Oporniki so obloženi in posodobljeni; stari bruhalniki ostajajo. Oporniki so povezani s stenami svetlobnega nadstropja z zunanjimi oporniki, od katerih je ostal obris segmentnih lokov. Okna svetlobnega nadstropja so navadna koničasta, - z okrasnimi profili treh redov; okna transepta so enaka. Pod vsakim oknom je na mestu triforija po ena, zamaknjena, ozka niša ali prazno okno. V zahodnem zatrepu ladje je zelo lepa rozeta. Ostala zunanjost je klasicizirana;; kupola nad križnim kvadratom je zelo povprečna. Eduardov dvig je še ohranjen; vendar so bila zaman poizvedovanja za kakršno koli spominsko risbo cerkve pred 18. stoletjem. V najbolj zahodni kapeli južne ladje je velikanski sv. Kristofor, nepogrešljiv spremljevalec tolikih španskih cerkva; tu so tudi vrata, ki vodijo v lep napol mavrski lesen križni hodnik, nekako preveč domač; nad tem sta knjižnica in kapitelj, skupne italijanske sobe. Zakristija ima zelo imenitna kamnita tla, 3,7 m², ki so premeteno spojena in zarezana v lastovičji rep. Domačini to nadstropje vedno poudarjajo kot zmagoslavje Eduardovega genija. Pax italijanskega emajla je vreden pozornosti; in v sakrariju, capilla mayor, visi svetilka genovskega dela – dar škofa Ximenesa (1005–1690). Oba, oltar in miza imata sprednji strani iz kovanega srebra; na slednjem, ki je na južni strani oltarja, so heraldično gledano razporejeni trije veliki podstavki. Ogromna velikonočna sveča, ki stoji na severni strani oltarja, je visoka približno 4,6 m.